# پراویدنس، شهرستان تریمبل، کنتاکی
پراویدنس (به انگلیسی: Providence) یک منطقهٔ مسکونی در ایالات متحده آمریکا است که در شهرستان تریمبل، کنتاکی واقع شده‌است. پراویدنس ۲۵۹٫۰۸ متر بالاتر از سطح دریا واقع شده‌است.